# Yola grandicollis
Yola grandicollis är en skalbaggsart som beskrevs av Peschet 1921. Yola grandicollis ingår i släktet Yola och familjen dykare. Inga underarter finns listade i Catalogue of Life.